# Pic de la Puja
El Pic de la Puja és una muntanya de 377 m alt de l'extrem de ponent de la Serra de l'Albera, a l'extrem de llevant del terme comunal del Pertús, de la comarca del Vallespir, al límit amb el municipal de la Jonquera, de l'Alt Empordà. És situat a l'extrem oriental del terme comunal del Pertús, al nord del de la Jonquera. És a prop del termenal amb l'Albera, també del Vallespir.